# Carlo Imperato
Anthony Richard Imperato, conocido artísticamente como Carlo Imperato (Bronx, Nueva York, 3 de agosto de 1963) es un actor estadounidense.

## Biografía
Adoptó el nombre real de su abuelo como nombre artístico cuando se afilió al Sindicato de Actores de Pantalla. Comenzó su trayectoria artística sobre los escenarios, y con tan sólo quince años interviene en el musical Work, estrenado en Broadway en 1978. Ese mismo año, también en Broadway, aparece en el espectáculo Runaways, merecedor de tres Premios Tony al Mejor Musical, Mejor Coreografía y Mejor Banda Sonora.
En 1979 debuta en televisión en un capítulo de la serie Angie. En años sucesivos consigue pequeños papeles en televisión, aunque su gran oportunidad le llega a través del personaje de Danny Amatullo, un aspirante a actor cómico, que se forma en la Escuela de Arte de Nueva York en la popular serie de los años ochenta Fama. Imperato interpretó el personaje a lo largo de las seis temporadas que duró la serie (1983-1987). Fue, junto a Gene Anthony Ray, y Debbie Allen, el único miembro del reparto que se mantuvo durante todo el tiempo de emisión.
Supo, además, aprovechar la popularidad iniciando una breve carrera como cantante, en la que destaca el sencillo Friday Night, que llegó a tener gran repercusión comercial en Reino Unido.
Tras la cancelación de la serie, su carrera artística inició el declive. Desde ese momento ha intervenido en la pantalla, en un episodio de la serie Friends en 1995 y en personajes secundarios en las películas Out-of-Sync (1995), dirigida por su antigua compañera de reparto en Fama, Debbie Allen; Face to Face (2001), protagonizada por Mädchen Amick y Crazy Love (2005), de Ellie Kanner.
Se ha casado tres veces con Andrea Eck Imperato (1988-1995), Kimberly Green (1996-1998) y en 2000 con Angela Imperato y tiene tres hijos.